# Michael Chan
Michael Chew Koon Chan, baron Chan  (en chinois 曾秋坤 ; 6 mars 1940 - 21 janvier 2006) est un médecin britannique né à Singapour et un pair à vie qui siège à la Chambre des lords entre 2001 et 2006.

## Jeunesse et éducation
Chan est né à Singapour le 6 mars 1940 de Chieu Kim Chan, alors directeur de la Raffles Institution et de sa femme Rosie.
Chan fréquente la Raffles Institution avant de partir au Royaume-Uni pour étudier la médecine à la Guy's Hospital Medical School. Il suit une formation de pédiatre, spécialisé dans les maladies du sang. Il retourne à Singapour après ses études, devenant maître de conférences et pédiatre consultant à l'Université de Singapour, mais revient au Royaume-Uni en 1974 pour étudier la Maladie de Willebrand à l'Institut de santé infantile de l'Université de Londres au Great Ormond Street Hospital.

## Carrière médicale et politique
Chan rejoint la Liverpool School of Tropical Medicine en 1976, où il est maître de conférences clinique et pédiatre consultant jusqu'en 1994. Il est directeur de l'unité de santé ethnique su National Health Service à Leeds entre 1994 et 1997, et est successivement directeur de deux fiducies de santé primaires du NHS à partir de 1999.
Il est également actif dans le domaine des relations raciales, en tant que conseiller du ministre de l'Intérieur, puis en tant que commissaire de la Commission pour l'égalité raciale entre 1990 et 1995, et en tant que membre du comité de détermination de la peine à partir de 1999. Il devient membre de la Press Complaints Commission en 2002, et il est président du Chinese in Britain Forum. Il est un chrétien engagé et un ancien de la Liverpool Chinese Gospel Church, participant à diverses œuvres caritatives, pour lesquelles il est nommé MBE en 1991.
Il est créé pair à vie le 2 juin 2001, devenant baron Chan, d'Oxton dans le comté de Merseyside, choisi comme " pair du peuple." Il siège comme crossbencher. Il est la deuxième personne d'origine chinoise à occuper un siège dans l'une ou l'autre des chambres du Parlement, après la baronne Dunn. Chan et sa femme Irene Wei-Len Chee ont deux enfants, un fils, Stephen, et une fille, Ruth.